# Nová Bohyně
Nová Bohyně je malá vesnice a část obce Malšovice v okrese Děčín. Nachází se asi 2,5 kilometru severozápadně od Malšovic. Nová Bohyně leží v katastrálním území Stará Bohyně o výměře 1,39 km².

## Historie
První písemná zmínka o vesnici pochází z roku 1544.

## Obyvatelstvo
Při sčítání lidu v roce 1921 ve vsi žilo 102 obyvatel (z toho 44 mužů) německé národnosti a římskokatolického vyznání. Podle sčítání lidu z roku 1930 měla vesnice 101 obyvatel s nezměněnou národnostní a náboženskou strukturou.
|                                                                    | 1869 | 1880 | 1890 | 1900 | 1910 | 1921 | 1930 | 1950 | 1961 | 1970 | 1980 | 1991 | 2001 | 2011 |
| ------------------------------------------------------------------ | ---- | ---- | ---- | ---- | ---- | ---- | ---- | ---- | ---- | ---- | ---- | ---- | ---- | ---- |
| Obyvatelé                                                          | 103  | 134  | 119  | 96   | 96   | 102  | 101  | 46   | 44   | 24   | 3    | 5    | 5    | 11   |
| Domy                                                               | 21   | 24   | 22   | 21   | 20   | 21   | 21   | 21   | —    | 8    | 2    | 3    | 7    | 8    |
| Počet domů z roku 1961 je zahrnut v domech místní části Malšovice. |      |      |      |      |      |      |      |      |      |      |      |      |      |      |